# Pálnagy László
Pálnagy László (1963–2022) magyar író, költő, grafikus, szobrász.

## Élete
A rendkívül szerteágazó tevékenységet folytató alkotó kortárs irodalmi munkásságának egy részét a CyberBooks Kiadó által digitalizált publikációkban lehetett fellelni. Szobrász tevékenységeinek alapjait a fémipar egyes területeire - öntészetre, kovácsolásra, hegesztésre, forgácsolásra stb. - alapozta. Mindezt fa- és egyéb anyagok invertálásával tette egyedivé. Szakmai képzettsége magas, több fémipari ágazatban mesterszintű végzettséget ért el. 2013 októberében egy tragikus balesetben elvesztette bal kezéről az ujjait, emiatt a számítógépes grafika felé orientálódott. 2016 végén – 13 év publikálási szünet után – reagálva az európai migrációs hatásokra, ismét írni kezdett (Emigrópa). Önkéntes online munkában rászoruló argentin, brazil diákokat oktatott android programozásra.

## Főbb tendenciák, érák

### Kalligrafika

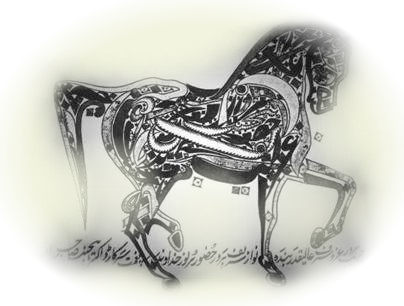

Az ún. kalligráfia (szépírás) iszlám mesterei, néha bizonyos állatfigurákba formálták üzeneteiket.
Az ábrán jól megfigyelhető, hogy elnyújtott írásjelek alkotják az állat testét. A lábak alatt 'hagyományosan' is olvasható a szöveg (jobbról balra). Eme ábrázolástechnika alapján alakította ki Pálnagy László a kalligrafikának nevezett egyéni stílusát. E kifejezést a kalligráfiából származtatott 'kalli' előtag és a 'grafika' szó egyesítéséből hozta létre. Munkáin – az arab írásjelek helyett – absztrakt, eklektikus ihletésű rajzolatok fejezik ki a mondanivalót. Képei papirusz hatású anyagra készülnek. Ez a rajztechnika, a harmadik dimenzió részleges elhagyása, vonalak kavalkádja meghökkentő, különleges hatást eredményez. Egyfajta mitikus, kultikus világba kalauzolva az érdeklődőt. Mindemellett – a képek vizuális értelmezésében – az egyén szabadságát is hagyják érvényesülni.

### Kolorista költészet
A szerző által kialakított egyéni tendencia, modern – avantgárd – irányzat, amely a színek lehetőségeit a kifejezőerő és a mondanivaló szolgálatába állítja. Az így alkotott versek hatásai – egyértelműen – egyféle vizuális verselési ritmust adnak, s ezáltal egy új olvasói dimenziót nyitnak meg. Hasonló versek már az ókorban is készültek, csak megjelenésük jóval visszafogottabb volt, másrészt mellőzték a karaktereknél az absztrakt dinamikát. A kolorista festők (pl. Csók István), írók (pl. Szántó Piroska) mellett megjelenő költői tendenciában, stílusban a hagyományos költői eszköztár bővült ismét egy újabb, de némileg szokványos elemmel.

### További tendenciák, érák
- IQ fóbizmus
- Megaversek
- Alternatív fémszobrászat
- Ónszublimáció
- Diffúz rétegkomponálás
- Kultikus dimenziók

### Ars poetica
Antivirtuális valóság-valóban, E M B E R S Z A U R U S Z é n ü n k ű r k r é t a korban XXI. századi digitális kőbaltát markol…

## Publikációk
A Pálnagy László-publikációk a szatirikus egypercesektől – a novellákon át – a regényekig terjednek, de szépirodalmi verseket, drámát, történelmi balladát, ódát (s egyéb jellegű, egyedi műveket) is írt. Modern költészete a legszélsőségesebb posztmodernig terjed. Sci-fi jellegű tanmeséinek Digitelló – egy virtuális robotka – a főhőse. Írói álnevei: Julia Wee, L. B. Paul.

## Könyvek

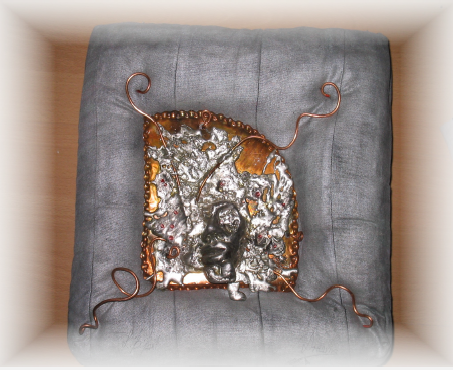
Pálnagy-plasztika

- EMIGRÓPA / Társadalomszatíra, Antológia / ISBN 978-963-12-8366-2, Kiadó: RAINSTUDIO, 2017
- Absztrakt digitalizmus / Kortárs művészeti szemelvény / ISBN 963-9583-42-1, Kiadó: CyberBooks, 2004
- Absztrakt IQ fóbiák / Kolorista verseskönyv / ISBN 963-9583-01-4, Kiadó: CyberBooks, 2003
- Agyhang / Verseskönyv / ISBN 963-9583-03-0, Kiadó: CyberBooks, 2004
- Árpád-házi álmok és királyok / Történelmi ballada / ISBN 963-9583-15-4, Kiadó: CyberBooks, 2004
- Buja csokrok, tiltott virágok / Erotikus verseskönyv / ISBN 963-9583-05-7, Kiadó: CyberBooks, 2004
- Digitális álomküszöb / Kortárs művészeti szemelvény / ISBN 963-9583-43-X, Kiadó: CyberBooks, 2004
- Digitelló Holli-Bolliában / Sci-fi mesekönyv / ISBN 963-9583-19-7, Kiadó: CyberBooks, 2004
- Digitelló Hómolypumpiában / Sci-fi mesekönyv / ISBN 963-9583-20-0, Kiadó: CyberBooks, 2004
- Einstein nyelve / Antológia / ISBN 963-9583-10-3, Kiadó: CyberBooks, 2003
- Fényérzékelt valóságok / Kortárs művészeti szemelvény / ISBN 963-9583-44-8, Kiadó: CyberBooks, 2004
- Internet IQ fóbiák / Kolorista verseskönyv / ISBN 963-9583-00-6, Kiadó: CyberBooks, 2004
- Kontúrtér, vonalsóhaj, semmipont… / Kortárs művészeti szemelvény / ISBN 963-9583-45-6, Kiadó: CyberBooks, 2004
- Kultikus dimenziók és kolorista evolúció / Kortárs művészeti szemelvény / ISBN 963-9583-18-9, Kiadó: CyberBooks, 2004
- Lala és az önkormányzat / Társadalomszatíra, kisregény / ISBN 963-9583-22-7, Kiadó: CyberBooks, 2004
- Az olajbárók Európába mennek / Társadalomszatíra, regény / ISBN 963-9583-33-2, Kiadó: CyberBooks, 2004
- Lávapihék / Modern verseskönyv / ISBN 963-9583-04-9, Kiadó: CyberBooks, 2004
- Ősz / Antológia / ISBN 963-9583-41-3, Kiadó: CyberBooks, 2004
- Parázshunyor / Szépirodalmi verseskönyv / ISBN 963-9583-06-5, Kiadó: CyberBooks, 2004
- Post factum IQ fóbiák / Posztmodern verseskönyv / ISBN 963-9583-02-2, Kiadó: CyberBooks, 2004

## CD-rom, hangoskönyv
- Digitelló Holli-Bolliában  -  OSZK MEK - Kiadó: Irodalmi Rádió
- Digitelló Hómolypumpiában  - OSZK MEK  - Kiadó: Irodalmi Rádió
- Ballada 2001 / CD
- IQ 2001 / CD

 Megjegyzés: A könyvek az OSZK MEK adatbázisában fellelhetők, a két CD-rom a megyei könyvtárakban megtalálható.

## Kültéri és beltéri szobrok, képek

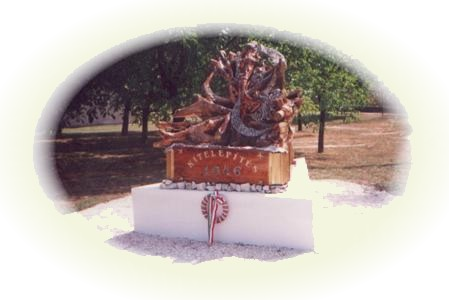
Kitelepítési emlékmű
(Fejér megye, Újbarok, Templom-tér) 2001. augusztus 20-án a Millenniumi ünnepség keretén belül az egyház felszentelte.

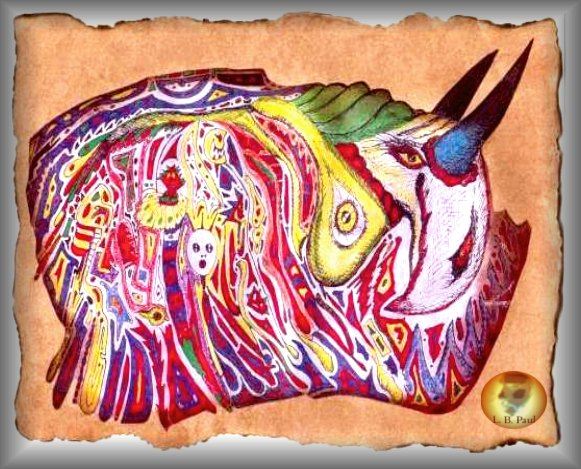
Kalligrafika 2000
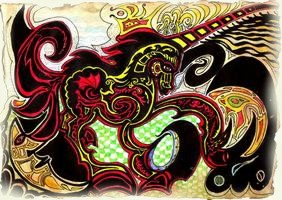
Kalligrafika 2000

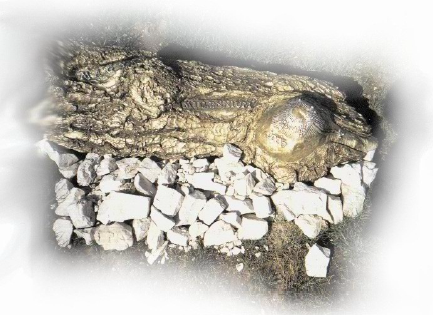
Millenniumi emlékplakett 2001 (Fejér megye, Szár, Kálvária domb, Millennium Park)
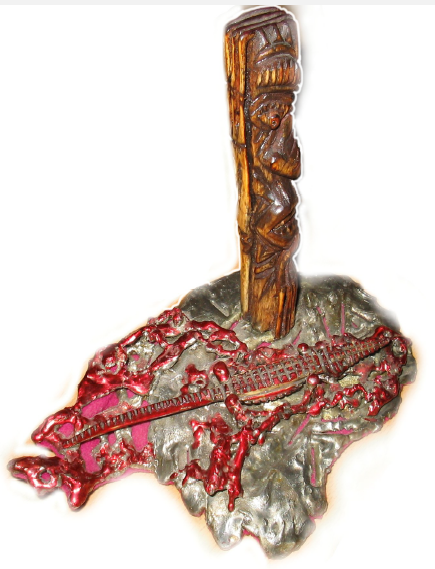
Egy magántulajdonban lévő (Párizs, dr. Albert H.) kultikus anyag-anomália.